# Стоян Камбарев
Стоян Камбарев е български театрален режисьор от 90-те години на 20 век.

## Биография
Роден е на 9 октомври 1953 г. в Пловдив. Завършва ВМЕИ – София през 1979 г. В периода на следването си взема активно участие като актьор и асистент на режисьора Любомир Дековски към студентския театър „СУ 113“. През 1983 г. завършва ВИТИЗ „Кръстьо Сарафов“ със специалност „Режисура за драматичен театър“ в класа на проф. Димитрина Гюрова. Специализира в Краков и Катовице (Полша) през 1986 г., а през 1991 – 1992 г. специализира и в Academia „Silvio D’amico“ и Римския университет (Италия). От 1995 г. ръководи клас по театрална режисура в НАТФИЗ.
Умира на 21 септември 1998 г. в София от рак на белия дроб.

## Памет
На Стоян Камбарев е наречена улица в квартал „Студентски град“ в София (Карта).

## Театрални постановки
- Три сестри по А. П. Чехов, 1998 г
- Завръщане у дома – филм, по Харолд Пинтър, 1996 г
- Майката – Васа Железнова 1910 по Максим Горки, 1995 г
- Януари от Йордан Радичков, 1995 г
- Черна дупка от Горан Стефановки, 1994 г
- Времето и стаята от Бото Щраус, 1994 г
- Рожден ден от Харолд Пинтър, 1994 г
- Пилешка глава от Дьорд Шапиро, 1993 г.
- Ревизор от Н. В. Гогол, 1992 г.
- Любовникът от Харолд Пинтър, 1992 г
- Завръщане у дома от Харолд Пинтър, 1991 г
- Миналото лято в Чулимск по Александър Вампилов, 1990 г.
- Женитба 2 по Н. В. Гогол, 1989 г.
- Музика от Шатровец от Константин Илиев, 1989 г.
- О, щастливи дни от Самюъл Бекет, 1988 г.
- Междучасието по Кънчо Стойчев, 1988 г.
- Любовни булеварди от Стефан Цанев, 1988 г.
- 1+1=1 по Людмила Петрушевска и В. Славкин, 1987 г.
- Женитба 1 по Гогол, 1986 г.
- Побъркани от любов от Сам Шепърд, 1986 г.
- От сняг помилвана душа от Петър Анастасов, 1985 г.
- Животът – това са две жени от Стефан Цанев, 1985 г.
- Редници по Алексей Дударев, 1985 г.
- Идеалният мъж по Оскар Уайлд, 1984 г.
- Солунските съзаклятници по Георги Данаилов, 1984 г.

## Награди
- 1985 – За млад режисьор на САБ, за „Редници“;
- 1988 – За млад режисьор на Националния преглед на детско-юношеския театър, за „Междучасието“
- 1989 – За режисура на Националния преглед на българската драма и театър, за „Музика от Шатровец“
- 1994 – II награда за режисура на Националния преглед на камерния театър, Враца, за „Рожден ден“
- 1996 – За режисура на Театралните празници, Благоевград, за „Майката“
- 1996 – „Аскеер“, за спектакъла „Три сестри“ в категорията – най-добро представление и „Аскеер“ 1999 за поддържаща мъжка роля на Васил Димитров за Чебутикин в „Три сестри“.
- 1999 – За режисура на САБ, за „Три сестри“
- 1999 – За изкуство на град Варна
- 2000 – За режисура на Национален театрален фестивал Благоевград, за „Три сестри“
- Златна роза – Награда за високи постижения в изкуството и популяризиране на руската култура в България.